# Бунін Олексій Федорович
Олексі́й Фе́дорович Бу́нін (18 травня 1911 — 6 листопада 1968) — радянський актор театру і кіно.

## Життєпис
Народився у селі Гільов-Лог, нині Романовського району Алтайського краю, Росія.
З 1954 року і до кінця життя працював у Київському театрі російської драми імені Лесі Українки.

## Нагороди і почесні звання
- Медаль «За трудову відзнаку».
- Сталінська премія 3-го ступеня (1953).

## Фільмографія
- 1955 — Одного чудового дня — Трохим Степанович Коляда, голова колгоспу
- 1956 — Діти сонця (фільм-вистава) — Назар
- 1957 — Круті сходи — керуючий
- 1957 — Орлятко — поліцай Пика
- 1958 — Та, що обганяє вітер — боцман
- 1958 — Сашко — касир
- 1958 — Киянка — Корній Васильович Святоха, робітник, товариш Якова Середи
- 1959 — Григорій Сковорода — академік
- 1960 — Фортеця на колесах — Остап Корнійович, батько Наді
- 1960 — Спадкоємці — Корній Васильович Святоха, робітник, товариш Якова Середи
- 1963 — Юнга зі шхуни «Колумб» — представник держбезпеки
- 1965 — Гадюка — В'ячеслав Іларіонович Зотов
- 1967 — Непосиди — начальник засолювальної бази